# Прозорість бізнесу
Прозо́рість бі́знесу (транспаре́нтність) — це середовище, в якому компанія надає всім зацікавленим сторонам необхідну їм для прийняття раціональних рішень інформацію у відкритій, повній, своєчасній і зрозумілій формі.
У ширшому розумінні транспарентність означає наявність ефективних комунікацій та взаємодії між керівництвом компанії, з одного боку, та акціонерами, кредиторами, засобами масової інформації, іншими ринковими агентами і навіть суспільством у цілому — з другого.
Термін «прозорість бізнесу» є близьким до поняття «відкритість» (англ. disclosure). Прозорість бізнесу ширшим за відкритість, позаяк передбачає не тільки розкриття інформації, але і її повноту, достовірність і зрозумілість для користувачів. Тобто відкритість базується на кількості інформації, що надається банком, а транспарентність — на її якісних характеристиках, таких як зрозумілість, доречність, достовірність, зіставність, суттєвість.
Проблема прозорості (транспарентності) бізнесу практично розробляється з 70-х років 20 століття в контексті розвитку теорії та практики корпоративного управління. Основоположником концепції транспарентності вважають Роберта Лукаса, котрий 1976 року у своїй праці «Економічна оцінка політики: критика» розглянув взаємозв'язок економічних рішень та очікувань ринкових агентів.
Прозорість в сучасних умовах визначається як одна з теоретичних умов ефективності вільного ринку, зокрема ринку цінних паперів. У сучасній економіці прозорість виступає провідним елементом стратегії компанії з її зв'язків із зацікавленими сторонами.